# Etara
Etar (en bulgare Етър), communément appelé Etara (Етъра), est un quartier de la ville de Gabrovo, un ancien village et maintenant un musée ethnographique en plein air, situé en Bulgarie. Il porte l'ancien nom de la rivière Yantra qui le longe. 
Conçu pour reconstituer l'habitat et l'artisanat traditionnel local, il mélange maisons et échoppes d'artisans dans un cadre bucolique. Attraction touristique majeure de la région.